# تیم آکروجت شاهین‌های نیمه شب
شاهین‌های نیمه شب (Midnight Hawks)، یک تیم آکروجت فنلاندی است. این تیم توسط نیروی هوایی فنلاند سازماندهی شده است. هواپیمای مورد استفاده در این تیم جت آموزشی پیشرفته بی‌ای‌ئی سیستمز هاوک است.

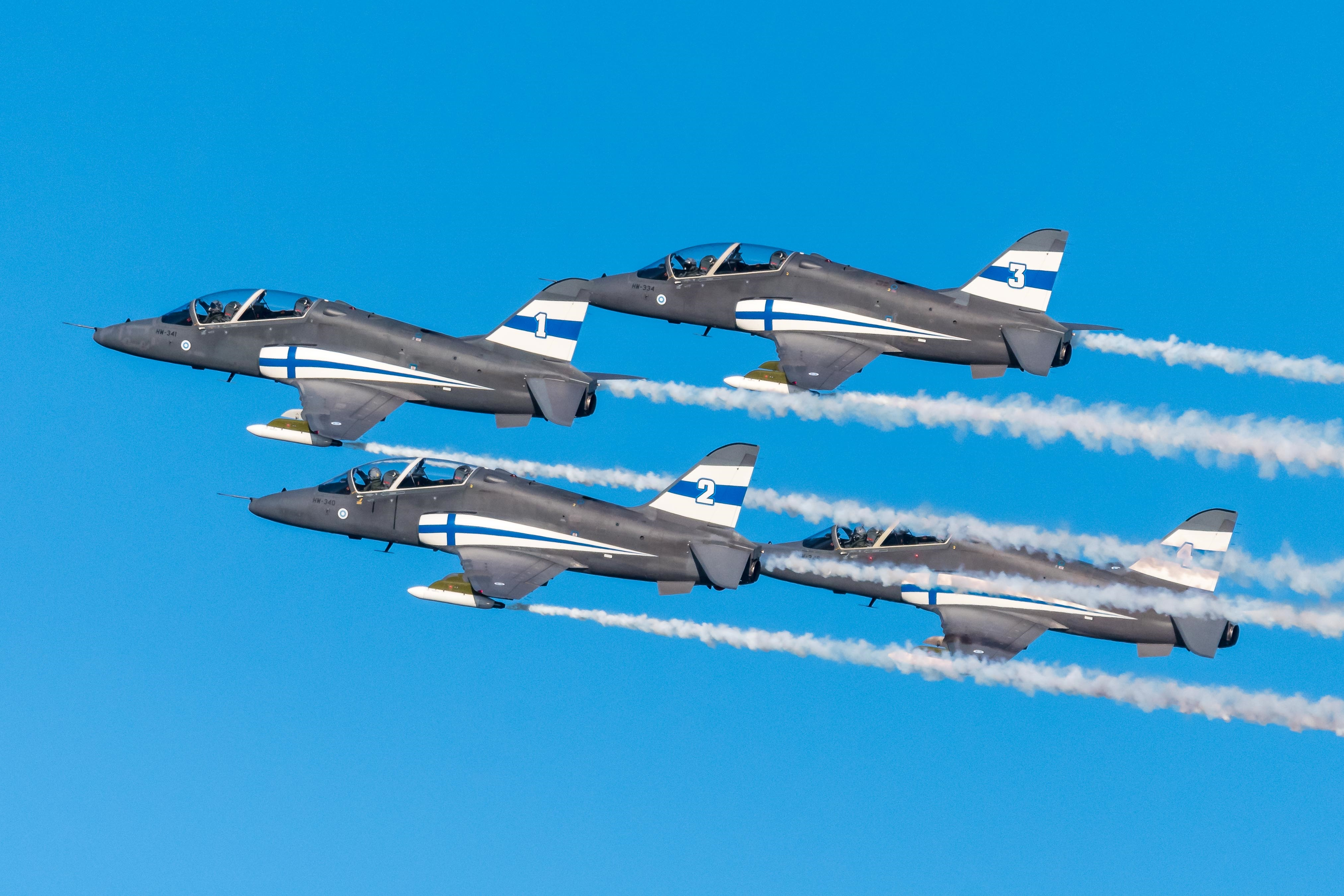
تیم آکروجت شاهین‌های نیمه‌شب با چهار بی‌ای‌ئی سیستمز هاوک اجرای برنامه می کنند

## لینک های خارجی
پرونده‌های رسانه‌ای مربوط به Midnight Hawks در ویکی‌انبار 
- شاهین نیمه شب
- باشگاه هواداران لهستانی میدنایت هاکس